# Sphéros
Sphéros du Bosphore, dit aussi Sphairos de Borysthène, est un philosophe stoïcien du IIIe siècle av. J.-C. (né vers -285 et mort en -221).
Selon Plutarque et Diogène Laërce, Sphéros serait borysthénite,. Venant probablement à Athènes, il devient auditeur et le disciple de Zénon de Kition et de Cléanthe. Il enseigne par la suite à Sparte, avant de partir pour l'Égypte, auprès de la cour de Ptolémée Philopator.
Il est le conseiller du roi Cléomène III ( né vers 235 et 2022). Un roi qui aimait la gloire des armes, le philosophe Sphairos de Borysthène l’aide à restaurer l’agôgè et les syssities. Il est sans doute aussi chargé de la propagande du roi, très habile : l’idée est en réalité de faire surtout du neuf en prétendant restaurer des traditions.
Il est l'auteur d'une œuvre assez abondante : le catalogue donné par Diogène Laërce fait ainsi état de quelque 38 livres répartis en 33 œuvres. Il n'en reste vraisemblablement qu'un fragment, un extrait du Sur la constitution politique des Lacédémoniens cité par Athénée, l’autre sur Lycurgue et Socrate.
Le premier extrait, est donné par Plutarque dans la Vie de Lycurgue, qui traite le nombre des gérontes et le second accordé par Athénée traité la discipline c’est-à-dire fixe la participation des Spartiates aux repas communs, les riches ne devait pas montrer leur riche ni se comporter en bienfaiteurs et chacun devait contribuer selon ses revenus. 
Dans l’intérêt de rendre possible l’intégration des nouveaux citoyens dans la cité en imprégnant l’ordre et la discipline qui régnaient sous le règne de Cléomène III.

## Catalogue des œuvres de Sphéros
Diogène Laërce fit le catalogue des écrits, tous perdus :
- Du Monde, en deux livres
- Des Éléments
- De la Semence, les manuscrits ont De la semence des éléments, un éditeur de Diogène Laërce conjecture une lacune
- De la Fortune
- Des Petites choses
- Contre les atomes et les simulacres
- Sur les organes des sens
- Cinq entretiens sur Héraclite
- Sur l’ordre (des parties) de l’éthique
- Du Devoir
- Sur l’impulsion
- De la Passion, en deux livres
- De la Royauté
- De la Constitution de Sparte
- Sur Lycurgue et Socrate, en trois livres
- De la Loi
- De la Divination
- Dialogues sur l’amour
- Sur les philosophes d’Erétrie
- Des Semblables
- Des divinations
- De l’habitude
- Des Choses qu’on peut contredire, en trois livres
- De la raison
- De la Richesse
- De la gloire
- De la Mort
- De l’Art de la Dialectique, en deux livres
- Des Prédicats
- Des ambiguïtés
- Lettres